# Mojave (langue)
Pour les articles homonymes, voir Mojave.
Le mojave est une langue yumane de la branche des langues yumanes centrales parlée aux États-Unis, en Arizona, sur le cours inférieur du fleuve Colorado. Le nombre de locuteurs en 1994 était de 75 pour une population ethnique de 767 personnes.

## Écriture
| ’  | a | ch | d | e  | h | hw | i  | k | kw | ky | l | ly | m | n |
| ny | o | p  | q | qw | r | s  | sh | t | th | u  | v | w  | y |   |